# Bakenberg (Dranske)

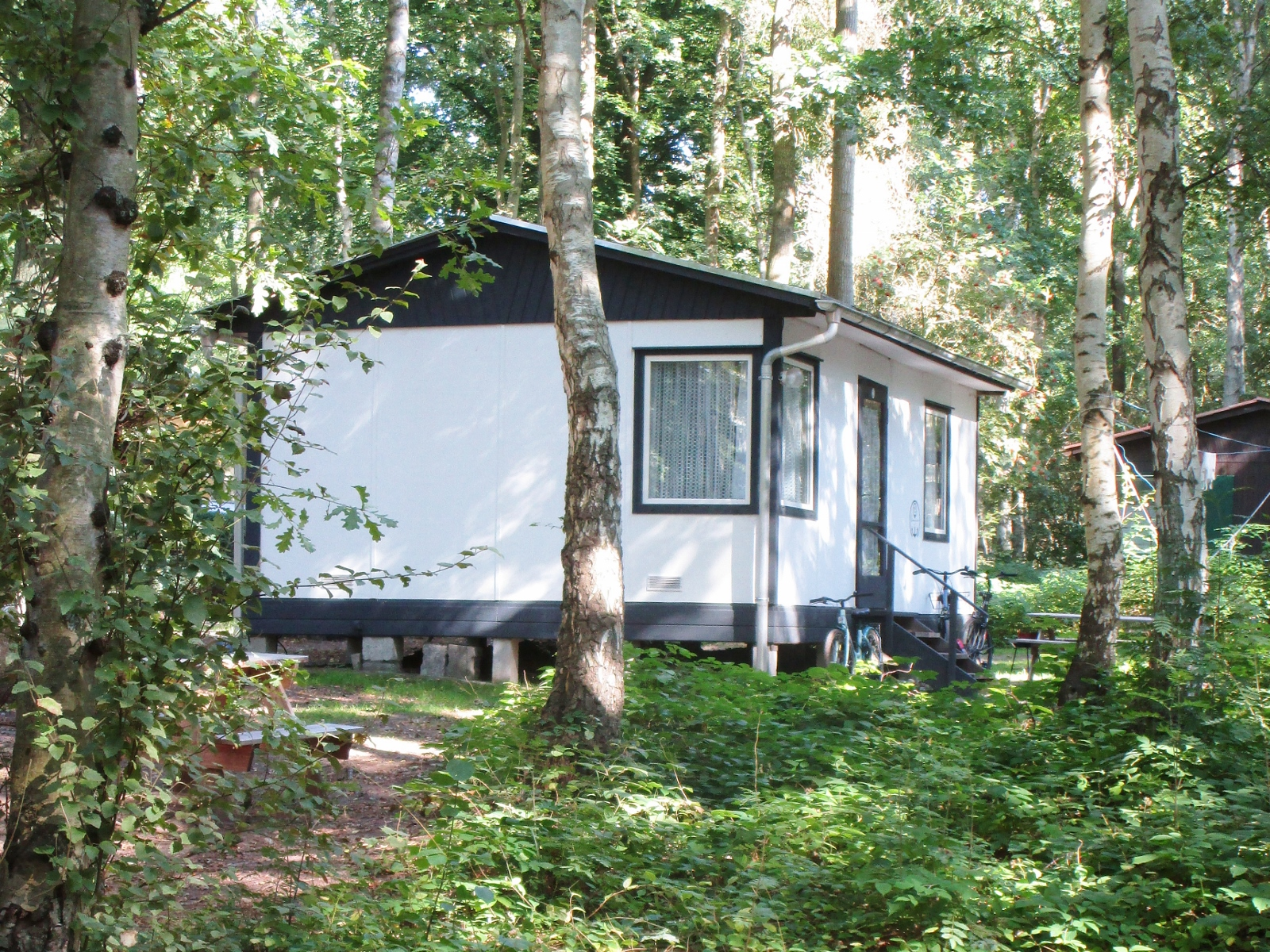
Ferienbungalow im Wald auf dem Bakenberg

Der Bakenberg (nach  Bake) befindet sich im Nordwesten der Halbinsel Wittow auf der Insel Rügen in Mecklenburg-Vorpommern und hat eine Höhe von etwa 29 m ü. HN. Er fällt mit einer Kliffküste zur Ostsee hin ab. Davor erstreckt sich auf mehreren Kilometern Länge ein bis zu 30 Metern breiter und sehr feinkörniger Sandstrand.
Bakenberg ist auch der Name des hier gelegenen Erholungsgebietes mit Campingplätzen und rund 700 Ferienhäusern oberhalb der Kliffküste im Wald. Das Gebiet gehört überwiegend zum Ortsteil Nonnevitz der Gemeinde Dranske, zum kleineren Teil zur Gemeinde Altenkirchen.

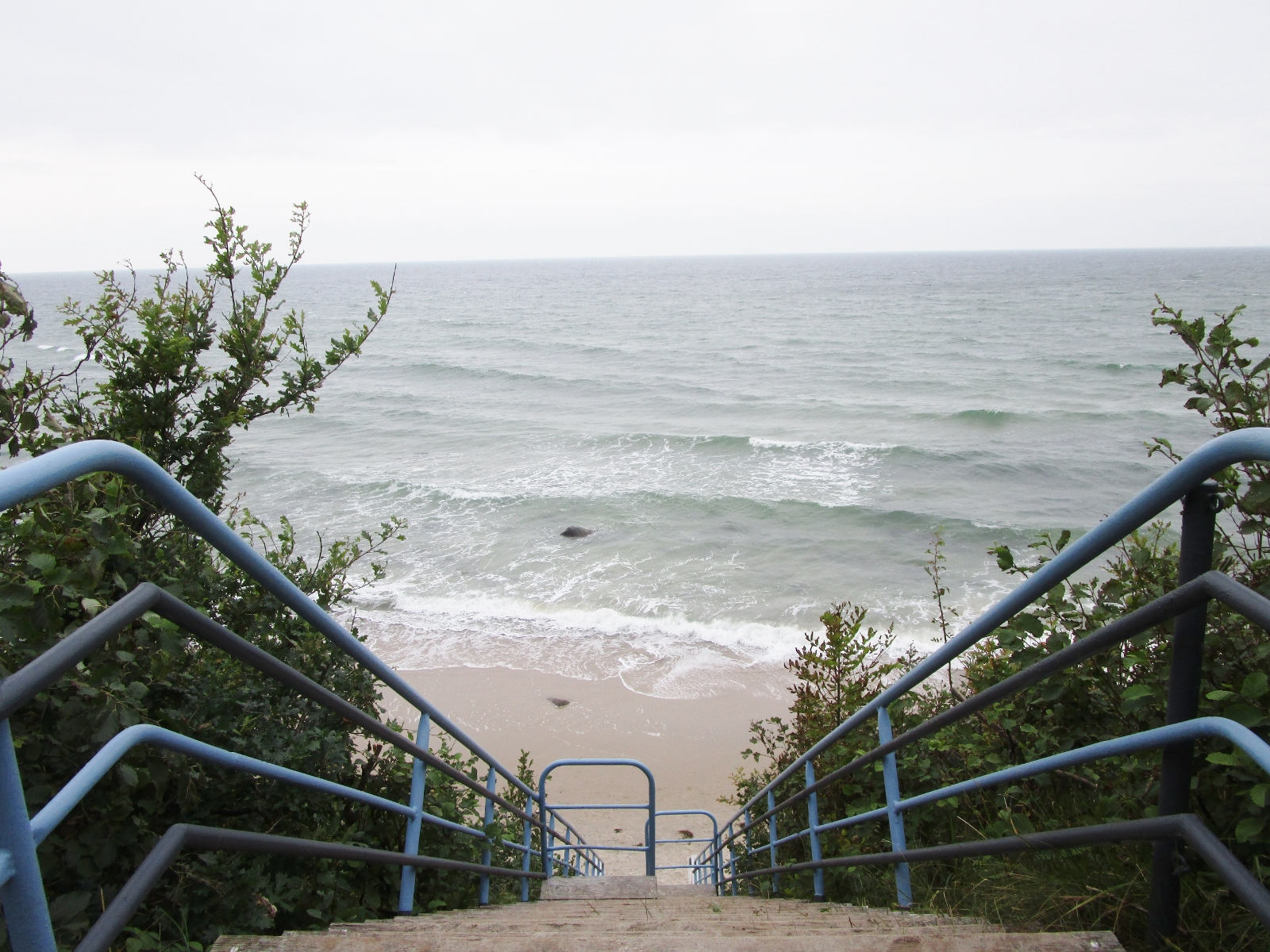
Die Treppe überwindet den Höhenunterschied der Kliffküste

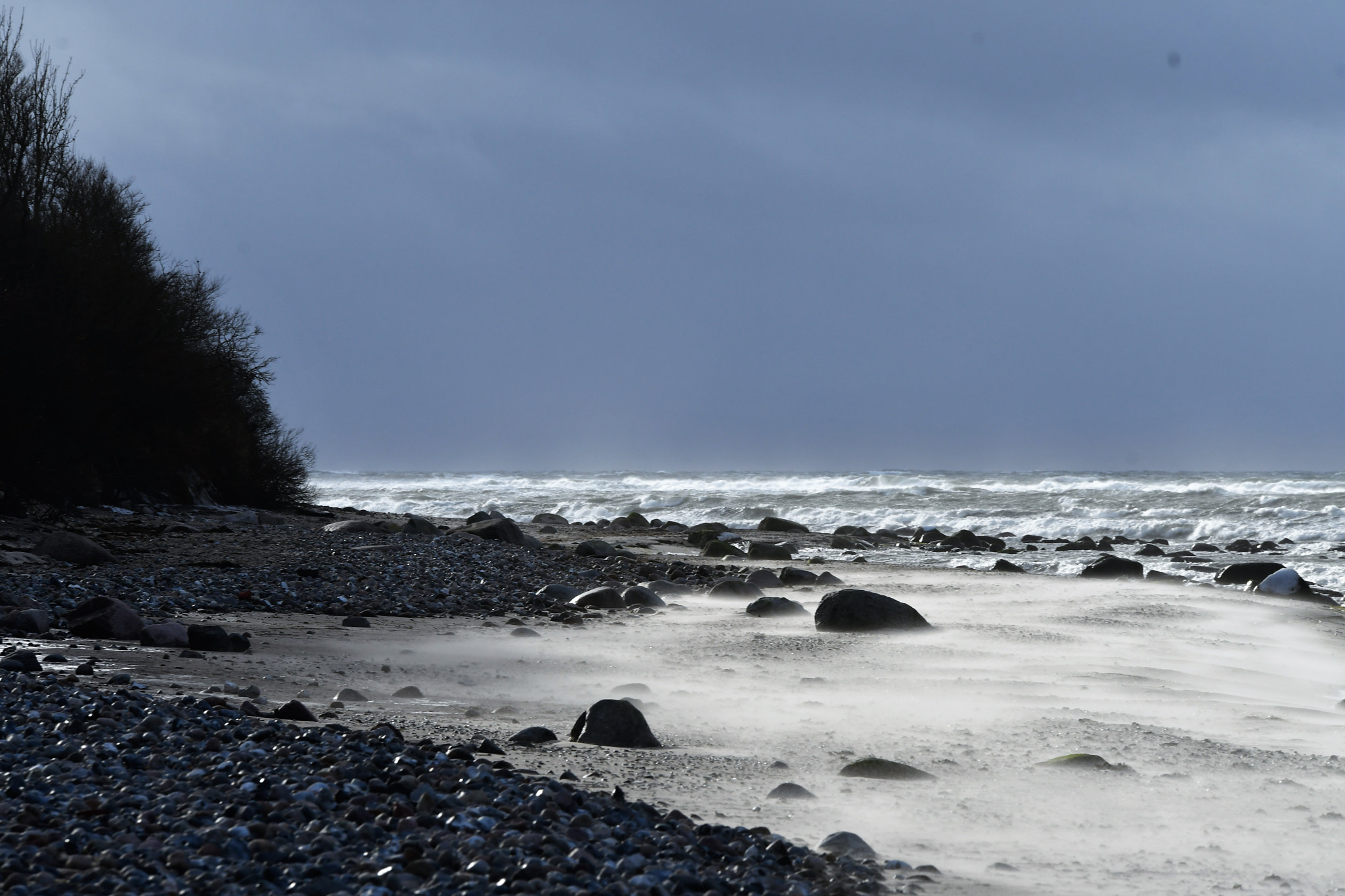
Spaziergang am Strand

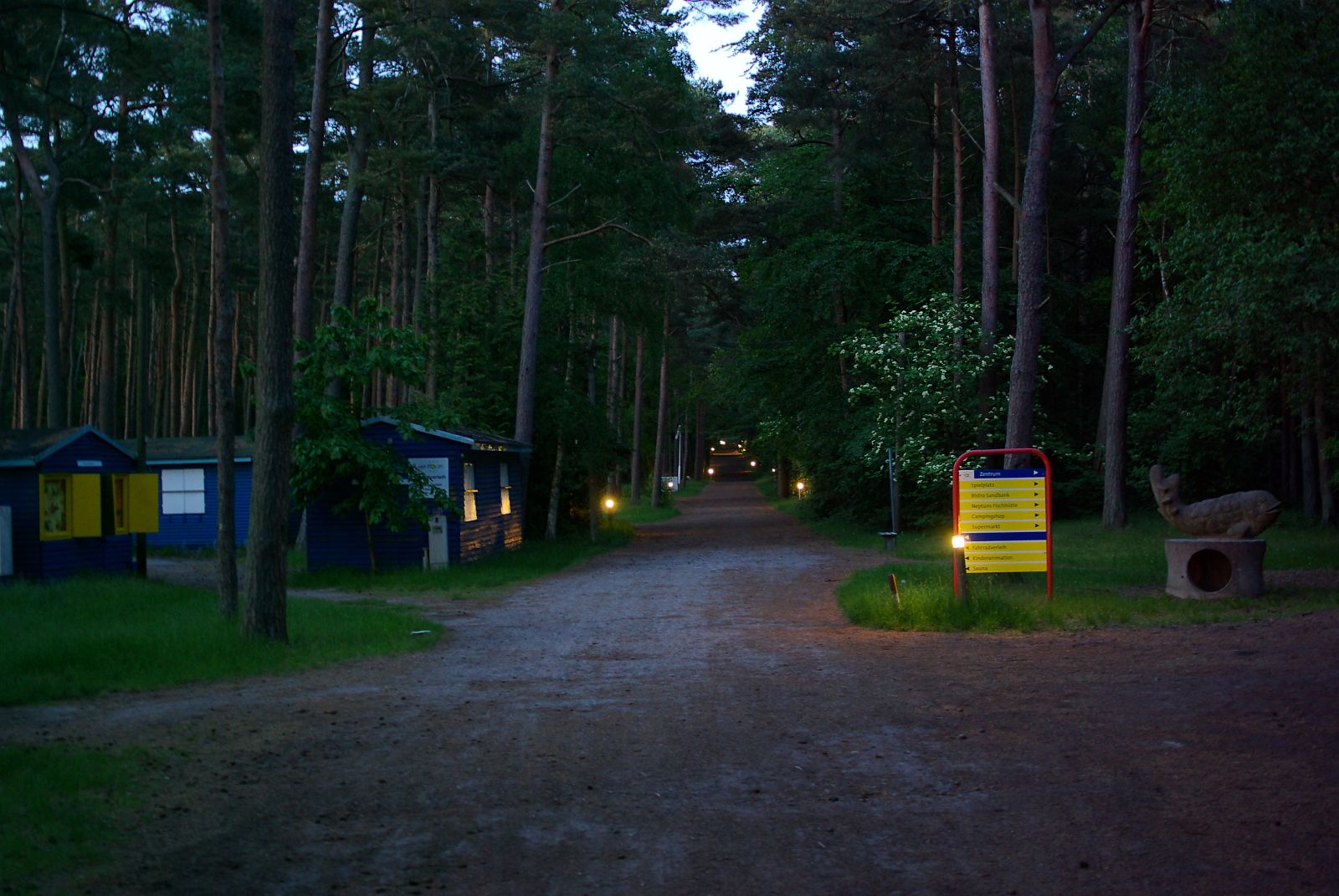
Regenbogencamp Nonnevitz am östlichen Ende des Erholungsgebietes Bakenberg

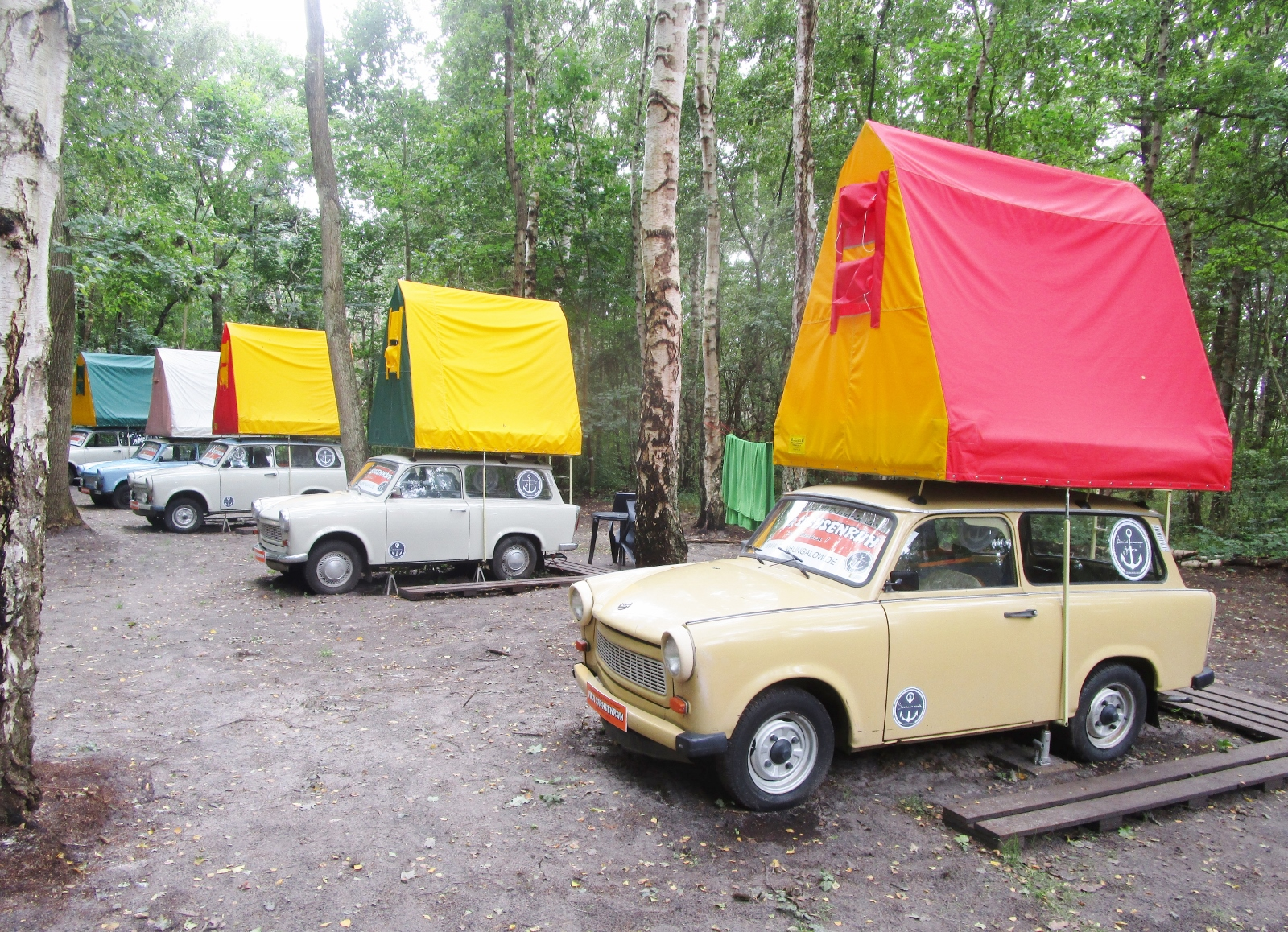
Zelturlaub zum Buchen, 2021 gesehen im Erholungsgebiet Bakenberg

## Geschichte
Die Region war ursprünglich mit Wald bedeckt, bevor dieser im Zuge der Besiedlung komplett gerodet worden ist. Dadurch ist eine Heidelandschaft entstanden, die unmittelbar westlich an das hier betrachtete Gebiet im Bereich Kreptitz noch besteht und unter Naturschutz gestellt ist. 
Ende des 19. Jahrhunderts erfolgte auf Rügen eine Wiederaufforstung.
Der Bakenberg ist seit den fünfziger Jahren ein beliebtes Feriengebiet.
Zunächst entstand ein Zeltplatz, bevor er in der siebziger Jahren in großen Teilen zum Bungalowgebiet ausgebaut wurde. 
In der DDR-Zeit kamen in der Hochsaison bis zu 6000 Urlauber hierher, von denen 4000 in den Bungalows und 2000 in den Zelten gezählt wurden. Es war damals verboten, sich nach 22 Uhr am Strand aufzuhalten, wofür die Flüchtlinge aus der DDR in die Bundesrepublik Deutschland maßgeblich gewesen sein sollen.
1975 haben erst der Rat des Bezirkes Rostock, dann der Rat des Kreises Rügen die Beschlüsse für das "Betriebserholungsgebiet" gefasst, das ab 1979 durch eine Zentrale Arbeitsgruppe des VEB Rationalisierung Gera optimiert wurde. 
Im östlichen Bereich wurde eine abwassertechnische Erschließung durchgeführt (Schmutzwasserkanal und biologische Kläranlage). In den anderen Teilen erfolgt die Abwasserentsorgung zum Teil noch heute über abflusslose Gruben, die fast täglich abgepumpt werden müssen.
Nach 1989 gab es einen Einbruch in den Besucherzahlen. 
Die Forstbehörde forderte einen Rückbau und eine Umwandlung in Küstenschutzwald. Tatsächlich wurden die Bungalowsiedlungen "Burg", "Halle" und "Stralsund", die allerdings nur einen kleinen Teil ausmachten, zurückgebaut. 2003 vollzog die Gemeindevertretung von Dranske einen Kurswechsel. 
Dies führte zur Aufstellung eines städtischen Rahmenplanes für den Bakenberg. 

## Rechtliche Situation
Die Bungalowsiedlungen wurden in der DDR ohne Rücksicht auf die Parzellen- und Eigentumssituation errichtet. Für die Betriebe entfiel 1989 die wirtschaftliche Grundlage für die Betriebserholungseinrichtungen. Verkäufe setzten ein, aber nicht an einen, sondern an mehrere Käufer. Als 1991 versucht wurde, sich einen Überblick über Eigentums- und Rechtsträgerfragen zu verschaffen, war die Lage völlig unübersichtlich. Später wurden über 60 Prozent der Flächen der Hansestadt Stralsund zugeordnet und von dieser an die stadteigene Liegenschaftsentwicklungsgesellschaft (LEG Stralsund) weiter veräußert. Da auch die Erschließungs- und Waldflächen nicht in Privatbesitz gelangt sind, ist das nur bei einem kleinen Teil der Flächen (13 %) der Fall. Allerdings war in der DDR eine Trennung des Eigentums des Grund und Bodens und der Aufbauten verbreitet, was zur Folge hat, dass der LEG zwar der Grund und Boden gehörte, aber für die Aufbauten Pachtverträge geschlossen werden mussten.
Die in der DDR erteilten Genehmigungen sind nachweisbar, sodass bei einem Rückbau hohe Entschädigungen hätten gefordert werden können.
Das Ergebnis ist das heutige Bild eines großen Gebietes mit einer ganzen Reihe von Feriensiedlungen, in dem sich die übergeordnete Wegweisung zwar verbessert hat, die Orientierung aber weiter schwerfällt. Durch den Rahmenplan der Gemeinde ist eine gewisse Steuerung möglich geworden.

## Entwicklungsziele
Ziele des Rahmenplans von 2009 sind:
- eine Verbesserung der Beherbungseinrichtungen (zusätzliches Service-, Dienstleistungs- und Freizeitangebot) und die Möglichkeit einer Verlängerung der Saison über den Zeitraum Juli bis Mitte September hinaus
- gestalterische Aufwertung und städtebauliche Neuordnung
- Definition der öffentlichen Verkehrs- und Wegeflächen, Gestaltung der Freibereiche
- Ausbau der Abwasserentsorgung
- Regulierung, sodass die touristische Nutzung nicht dem langfristigen Erhalt der naturräumlichen Potenziale zuwiderläuft.

## Erreichbarkeit
Der Bakenberg liegt im äußersten Nordwesten von der Insel Rügen und ist somit vergleichsweise abgelegen. 

### Mit dem ÖPNV
Die Verkehrsgesellschaft Vorpommern-Rügen fährt Bakenberg ganzjährig mit der Bus-Linie 13 an, die auf folgender Route verkehrt: Sassnitz – Sagard – Altenkirchen – Dranske – Bakenberg.
Zusätzlich gibt es in der Hauptsaison noch einen RADzfatz-Schnellbus mit Radanhänger.

### Mit dem Auto
Von Dranske und Altenkirchen aus ist Bakenberg über einen Abzweig von der Kreisstraße K 2 in Kuhle, von Lancken über eine Landstraße zu erreichen.

### Mit dem Rad
. Radwege werden ausgebaut, so dass sich die Erreichbarkeit mit dem Fahrrad dadurch verbessern lässt. 